# Bobik (odmiana bobu)

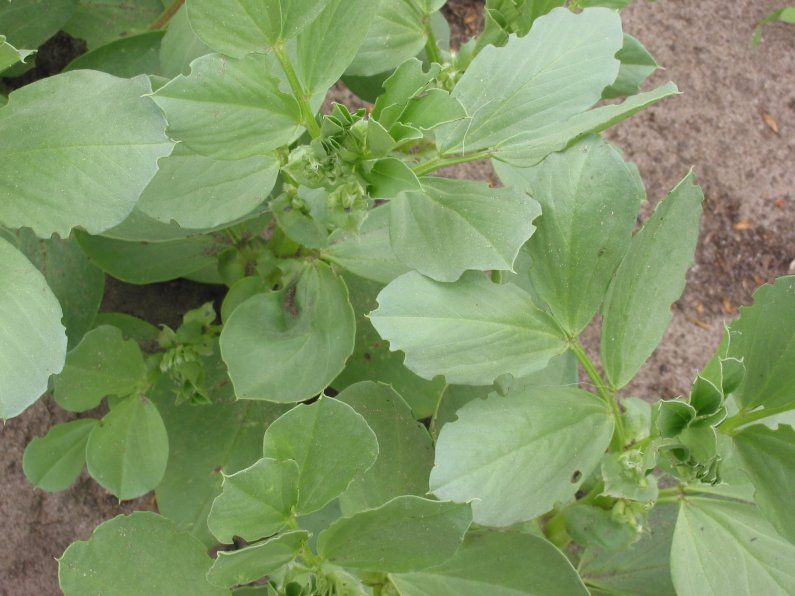
Bobik nadgryzany przez oprzędzika pręgowanego.

Bobik, bób koński – grupa pastewnych odmian bobu. Tradycyjnie w XX wieku bobik wyróżniany był zwykle jako jeden z czterech podgatunków bobu (Vicia faba var. equina Pers.), ewentualnie odmiana botaniczna (Vicia faba var. minor). Kryterium tego podziału były różnice morfologiczne w obrębie gatunku bób, w szczególności wielkość nasion. W końcu XX wieku zakwestionowano znaczenie taksonomiczne różnic morfologicznych z powodu braku różnic genetycznych i barier reprodukcyjnych i uznano bobik za grupę odmian uprawnych powstałych w wyniku selekcji prowadzonej przez człowieka.
Bobik znany jest ze znalezisk datowanych na 5000 lat BP pochodzących z Półwyspu Iberyjskiego i Europy Środkowej.
W Europie bobik uprawiany jest w krajach o klimacie morskim, w Polsce w delcie Wisły oraz w strefach nadmorskiej i podgórskiej. Urasta do wysokości 1,5 m. Kwitnie od maja do sierpnia, a nasiona dojrzewają od lipca do września. Zapylany przez pszczoły. Roślina jest samopłodna. Strąki są dłuższe niż u wyki bobu i mają drobniejsze nasiona. Uprawiana jest na nasiona, na słomę lub kiszonkę. Może być sadzona na glebach gliniastych. Preferuje gleby wilgotne. Odporna na wiatry. Może rosnąć w półcieniu.
Nadmierne jedzenie nasion bobiku lub zjedzenie ich przez osoby podatne może wywołać fawizm.